# Следствие по телу
«Следствие по телу» (англ. Body of Proof) — американский телесериал, созданный Кристофером Мёрфи, с Даной Дилейни в главной роли выдающегося нейрохирурга Меган Хант, которая стала использовать свои блестящие знания в медицине для раскрытия преступлений.
Премьера сериала в США состоялась во вторник 29 марта 2011 года, в 10 вечера, на канале ABC. Пилотный эпизод привлёк более 14 млн зрителей, что стало самым успешным запуском сериала в этом временном слоте на канале ABC за последние шесть лет. Премьера в России состоялась 7 февраля 2011 года, на два месяца раньше, чем в США, на Первом канале; таким образом, «Следствие по телу» стал первым сериалом американского эфирного телевидения, который был показан в России раньше, чем в США.
13 мая 2011 года сериал был продлён на второй сезон, премьера которого состоялась 20 сентября. 11 мая 2012 года ABC продлил сериал на третий сезон. 10 мая 2013 года канал закрыл сериал после трёх сезонов.

## Обзор
В центре сюжета находится доктор Меган Хант (её играет Дана Дилейни), судебно-медицинский эксперт и бывший нейрохирург. Ей пришлось отказаться от успешной карьеры нейрохирурга после аварии, вследствие которой она не может выполнять тонкие манипуляции руками и из-за этого в ходе её операции погиб пациент. Это полностью изменило как профессиональную, так и личную жизнь Меган. За пять лет до начала событий муж подал на развод и получил полную опеку над несовершеннолетней дочерью Лейси. После аварии Хант устроилась на работу в центр судебно-медицинской экспертизы Филадельфии под управлением властной Кейт Мёрфи.
Основное внимание в сериале уделяется усилиям Меган Хант сбалансировать свою профессиональную жизнь, занимаясь раскрытием тайны смерти своих пациентов, а также стремлением вернуть расположение своей несовершеннолетней дочери. Хотя действие сериала происходит в Филадельфии, первый сезон был снят в Провиденсе (штат Род-Айленд). Начиная со второго сезона, из-за налоговых льгот в размере $7 млн, производство сериала было перенесено в Лос-Анджелес.
«Следствие по телу» является третьим сериалом канала ABC, в котором Дана Дилейни исполняет ведущую роль. Два других — это «Чайна-Бич» и «Отчаянные домохозяйки», где она сыграла роли Коллин МакМёрфи и Кэтрин Мейфеир соответственно. Её гонорар составляет около двухсот тысяч за каждый эпизод шоу.

## Актёры и персонажи

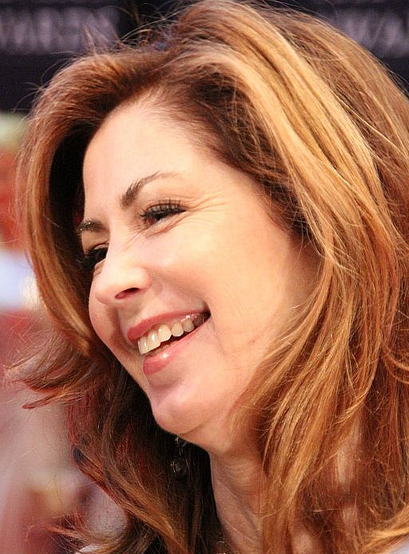
Дана Дилейни сыграла главную роль в сериале

| Актёр             | Персонаж             | Эпизоды | Сезоны    | Сезоны    | Сезоны    |
| Актёр             | Персонаж             | Эпизоды | 1         | 2         | 3         |
| ----------------- | -------------------- | ------- | --------- | --------- | --------- |
| Дана Дилейни      | Меган Хант           | 42      | Регулярно | Регулярно | Регулярно |
| Николас Бишоп     | Питер Данлоп         | 29      | Регулярно | Регулярно |           |
| Джон Кэрролл Линч | Бад Моррис           | 26      | Регулярно | Регулярно |           |
| Соня Сон          | Саманта «Сэм» Бейкер | 25      | Регулярно | Регулярно |           |
| Джери Райан       | Кейт Мёрфи           | 42      | Регулярно | Регулярно | Регулярно |
| Джеффри Аренд     | Итан Гросс           | 42      | Регулярно | Регулярно | Регулярно |
| Уинделл Мидлбрукс | Кёртис Брумфилд      | 42      | Регулярно | Регулярно | Регулярно |
| Мэри Маусер       | Лейси Флеминг        | 29      | Гость     | Регулярно | Регулярно |
| Натали Келли      | Дэни Альварес        | 10      |           | Гость     |           |
| Марк Вэлли        | Томми Салливан       | 13      |           |           | Регулярно |
| Элиес Габел       | Адам Лукас           | 10      |           |           | Регулярно |

### Основной состав
- Дана Дилейни — Меган Хант, главная героиня сериала. Ранее была блестящим нейрохирургом, но всё пошло наперекосяк, когда Меган попала в автокатастрофу. Позже она развелась с мужем Тоддом. На момент событий сериала работает судмедэкспертом в Медицинском центре Филадельфии. На протяжении 1 и 3 сезонов пыталась раскрыть самоубийство своего отца Дэвида.
- Джери Райан — доктор Кейт Мерфи, начальница Меган. Кейт Мерфи стала первой женщиной — главным судебно-медицинским экспертом Филадельфии, она успешна и красива. Она наняла Меган из-за её опыта, понимая, к каким результатам это может привести. Сдерживать доктора Хант в рамках дела и закона — задача не из простых. Хотя она и добилась больших высот в карьере, в личной жизни у неё не всё так просто. Однажды она помогает в одном деле бывшему мужу Меган Тодду Флемингу, и между ними начинается тайный роман, который, впрочем, вскоре раскрывается.
- Николас Бишоп — Питер Данлоп, судебно-медицинский следователь (1-2 сезоны). Он провёл большую часть жизни, работая полицейским, но после огнестрельного ранения в плечо во время ограбления магазина попал в реабилитационный центр. После трёх месяцев физиотерапии Питер нашёл своё истинное призвание — медицину. Он без колебаний говорит Меган всю тяжёлую правду о её методах работы. Питер вырос в приёмной семье, что тщательно скрывает.
- Джон Кэрролл Линч — детектив Бад Моррис (1-2 сезоны). Детектив «старой закалки», он привык работать старыми методами, и ему не нравится, когда Меган начинает играть в Шерлока Холмса, но ему приходится признавать, что методы Меган эффективны.
- Соня Сон — детектив Саманта «Сэм» Бейкер из убойного отдела Южной Филадельфии (1-2 сезоны). Она относится к тому виду копов, которые всю свою жизнь отдают работе. В то время, как Бад считает методы Меган глупыми, Сэм не встала на сторону своего партнёра, а заняла нейтральную позицию. Ей втайне нравится Меган и её нетрадиционные методы работы.
- Джеффри Аренд — доктор Итан Гросс. Не все врачи помнят своё первое вскрытие, но Итан не из их числа. Увидев первое вскрытие трупа в медицинском колледже, он твёрдо решил сменить будущую профессию педиатра на работу судебно-медицинского патологоанатома. Молодой и восторженный человек в отделении медицинской экспертизы, он восхищается опытом Меган, и ему важны её одобрение и похвала.
- Уинделл Мидлбрукс — доктор Кёртис Брумфилд, заместитель начальника отделения медицинской экспертизы. Кёртис формально является начальником Меган, хотя на деле это далеко не так. Тем не менее, он способный и умный медицинский эксперт, которому не плевать на своих пациентов.
- Мэри Маусер — Лейси Флеминг, дочь Меган (в 1 сезоне повторяющийся персонаж, со 2-го — регулярный).
- Марк Вэлли — детектив Томми Салливан (сезон 3)[10]. Это мужчина, с которым Меган встречалась двадцать лет назад. Бывший нью-йоркский детектив, который переехал в Филадельфию, чтобы попытаться возродить свои отношения с Меган.
- Элиес Габел — детектив Адам Лукас (сезон 3)[11].

### Второстепенный состав
- Джоанна Кэссиди — судья Джоан Хант, мать Меган.
- Джеффри Нордлинг — Тодд Флеминг, бывший муж Меган.
- Клифф Кертис — Дэррек Эймс, агент ФБР. Любовный интерес Меган.
- Натали Келли — Дэни Альварес, перевозчик трупов, с которой у Питера был роман во втором сезоне. Её убивают в конце сезона, в эпизоде Going Viral[12].
- Джейми Бамбер — Эйден Уэллс, ландшафтный дизайнер, с которым у Меган возник роман во втором сезоне.
- Дирдри Лавджой — Дженни Моррис, супруга детектива Бада Морриса.
- Энни Вершинг[13].
- Люк Перри — доктор Чарли Стаффорд. Впервые появился во 2 сезоне как работник центра по контролю заболеваний (ЦКЗ) во время эпидемии, откуда позже его увольняют. В 3 сезоне появляется как начальник управления здравоохранения.

## Эпизоды
| Сезон | Сезон | Эпизоды | Оригинальная дата выхода | Оригинальная дата выхода | Рейтинг Нильсена | Рейтинг Нильсена   |
| Сезон | Сезон | Эпизоды | Премьера сезона          | Финал сезона             | Ранк             | Зрители (миллионы) |
| ----- | ----- | ------- | ------------------------ | ------------------------ | ---------------- | ------------------ |
|       | 1     | 9       | 29 марта 2011            | 17 мая 2011              | 13               | 13,35              |
|       | 2     | 20      | 20 сентября 2011         | 10 апреля 2012           | 44               | 9,89               |
|       | 3     | 13      | 19 февраля 2013          | 28 мая 2013              | 34               | 10,38              |

## Разработка и производство

Постер второго сезона

О разработке шоу канал ABC заявил в конце 2009 года. После многочисленных проб различных молодых актрис на главную роль руководство пришло к идее пригласить в то время 53-летнюю Дану Дилейни, которая была занята на съёмках сериалов «Отчаянные домохозяйки» (в роли Кэтрин Мейфеир) и «Касл» (где играла специального агента ФБР Джордан Шоу). Изначально главная героиня должна была быть в возрасте не старше 35 лет, но после того как Дилейни согласилась на роль, Меган стала чуть старше.
Съёмки пилотной серии проходили в марте — апреле 2010 года в Провиденсе (штат Род-Айленд), однако действие сериала происходит в Филадельфии. Рабочее название сериала звучало как Body of Evidence, как одноимённый фильм с Мадонной «Тело как улика», но авторы решили переименовать проект в Body of Proof, чтобы у зрителей не возникало ассоциаций с этим фильмом.
14 мая 2010 года канал официально утвердил пилот и заказал съёмки 13 серий первого сезона.
Премьера сериала изначально предполагалась 22 октября 2010 года, но позже было объявлено, что из-за неудач других проектов текущего сезона на канале сериал стартует после Нового года.
30 ноября 2010 года было объявлено, что премьера состоится 29 марта 2011, и сериал будет выходить по вторникам в 22:00 при поддержке шоу «Танцы со звёздами».
Премьера в России состоялась 7 февраля на Первом канале в 00:00, на полтора месяца раньше, чем в США. Порядок показа эпизодов в европейских странах отличается от показа в США. К примеру, в США эпизод Helping Hand выходит под номером 1.03, тогда как в Европе он вышел седьмым по счёту.

## Реакция

### Отзывы критиков
В целом, по данным сайта Metacritic, сериал получил нейтральные отзывы от критиков. Журнал «Entertainment Weekly» включил шоу в список десяти самых ожидаемых телевизионных событий 2011 года. Обозреватель TVsquad высоко оценил колоритность и многогранность героинь Дилейни и Джери Райан, но отметил неоригинальность героев второго плана в пилотном эпизоде.
«New York Daily News» описала сериал как «Сильнейшее новое шоу с Даной Дилейни у руля в роли доктора Меган Хант». «Variety» говорит о шоу: «Имеющее неплохое расследование с мощнейшей производительностью от Даны Дилейни, которая является единственной живой личностью, по большей части в окружении покойничков». Критик из «USA Today» говорит: «Если бы не Дана Дилейни, Body of Proof можно было считать трупом раньше его дебюта». Обозреватель отметил: «Примечательно, что в условиях обычного сценария Дилейни находит способ сделать своё шоу оригинальным, а героиню — сильной. Хотя первая серия и скомкана, со временем сериал подтягивается практически на уровень, достойный Дилейни». «Los Angeles Times» дала положительный отзыв сериалу, отметив игру Даны Дилейни, которая вытягивает шоу на новый уровень среди похожих процедуралов, а также оценила хороший подбор актёров, в частности персонажа, сыгранного Николасом Бишопом.

### Телевизионные рейтинги
Премьера сериала привлекла 14 млн зрителей, что стало самым успешным запуском драматического сериала на канале за последние шесть лет. В целом первый сезон занял 13 место в итоговом годовом рейтинге 2010—2011 сезона, и второй самой успешной новинкой сезона, после «Гавайи 5.0» телекомпании CBS. В целом «Следствие по телу» классифицируется как вторая самая популярная драма канала ABC.
| Сезон | Таймслот             | Количество эпизодов | Премьера сезона  | Премьера сезона | Финал сезона   | Финал сезона | Сезон     | Ранг | Зрители |
| Сезон | Таймслот             | Количество эпизодов | Дата             | Зрители         | Дата           | Зрители      | Сезон     | Ранг | Зрители |
| ----- | -------------------- | ------------------- | ---------------- | --------------- | -------------- | ------------ | --------- | ---- | ------- |
| 1     | Вторник 10:00 вечера | 9                   | 29 марта 2011    | 13,94           | 17 мая 2011    | 10,33        | 2010—2011 | 13   | 13,68   |
| 2     | Вторник 10:00 вечера | 20                  | 20 сентября 2011 | 9,65            | 10 апреля 2012 | 10,05        | 2011—2012 | #44  | 9,89    |